# Vid en liten fiskehamn
Vid en liten fiskehamn är en dansbandslåt i berättarstil, skriven av Jan Christer Ericsson i Lasse Stefanz och var tänkt att bli en hit med det egna bandet. Lasse Stefanz spelade in sången på albumet Darlin 1979, och gjorde 1981 en nyinspelning av låten på skivan Vid en liten fiskehamn.
Gruppen gjorde även inspelning av låten 1992  på albumet På begäran.
1981 kom den att spelas in av flera dansband, bland andra Bepers! på albumet Blandat för dej. Nr 3, Cedermarks på albumet Hem till Norrland, Dannys på albumet Vid en liten fiskehamn och Thorleifs på albumet Saxgodingar instrumentalt.
1981 plockades låten även upp av Curt Haagers på albumet Dansa kvack kvack, där man hade Stefan Borsch som gästartist. Stefan Borschs insjungning hamnade på Svensktoppen, där melodin låg i tio veckor under perioden 29 november 1981 -7 mars 1982, med förstaplats som bästa resultat. Stefan Borsch släppte den 1981 även på singel, med "Dom vänder hem från Amerika" (US of America) som B-sida samt på hans album Minns att jag finns samma år.
Sångtexten handlar om en sjöman som drunknar i en båtolycka, och påminner om äldre tiders sjömansvisor. Arve Sigvaldsen har skrivit en text på norska, "I en liten fiskehavn", som givits ut av Eikaas og de.. på albumet Litt av hvert (Bare Bra Musikk EIKAAS06) 2004. Borschs singel är en av titlarna i boken Tusen svenska klassiker (2009).